# Sabine Baring-Gould
O Reverendo Sabine Baring-Gould (Exeter, 28 de Janeiro de 1834 - Lewtrenchard, 2 de Janeiro de 1924) foi um hagiógrafo, antiquário, romancista e estudioso eclético britânico. A sua bibliografia inclui mais de 1240 publicações distintas, embora esta lista continue a crescer. A sua residência familiar, em Lewtrenchard, Devon, foi preservada e é, actualmente, um hotel. Ele é lembrado sobretudo como escritor de hinos, sendo o mais conhecido "Onward, Christian Soldiers" e "Now Is Over the Day". Ele também traduziu o cântico "Mensagem de Gabriel" de basco para inglês. 